# گونار لارسون (ورزشکار)
گونار لارسون (انگلیسی: Gunnar Larsson؛ زادهٔ ۱ july ۱۹۴۴ (۸۰ سال)) ورزشکار اسکی صحرانوردی اهل سوئد است.
وی در مسابقات کشوری و بین‌المللی در مجموع برندهٔ ۱ مدال نقره، ۱ مدال برنز شده‌است.